# Synopeas romsoeensis
Synopeas romsoeensis är en stekelart som beskrevs av Peter Neerup Buhl 1999. Synopeas romsoeensis ingår i släktet Synopeas och familjen gallmyggesteklar. Inga underarter finns listade i Catalogue of Life.